# Sport Club do Recife
Sport Club do Recife er en brasiliansk sportsklub fra byen Recife, i staten Pernambuco. Klubben konkurrerer i flere forskellige sportsgrene, såsom fodbold, basket, svømning, volleybold og judo.
Sport Recifes fodboldklub spiller pt. i den bedste brasilianske række, O Brasileirão og har blandt andet vundet den brasilianske pokalturnering i 2008.

## Titler
Nationale
- Copa do Brasil: (1) 2008
- Campeonato Brasileiro Série B: (1) 1990

Statslige
- Campeonato Pernambucano: (40) 1916, 1917, 1920, 1923, 1924, 1925, 1928, 1938, 1941, 1942, 1943, 1948, 1949, 1953, 1955, 1956, 1958, 1961, 1962, 1975, 1977, 1980, 1981, 1982, 1988, 1991, 1992, 1994, 1996, 1997, 1998, 1999, 2000, 2003, 2006, 2007, 2008, 2009, 2010, 2014